# Estádio Pino Zaccheria
O Estádio Pino Zaccheria é o estádio municipal da cidade de Foggia. Única equipe de futebol profissional da cidade, o U.S Foggia, é o clube que utiliza o estádio como mandante.

## História

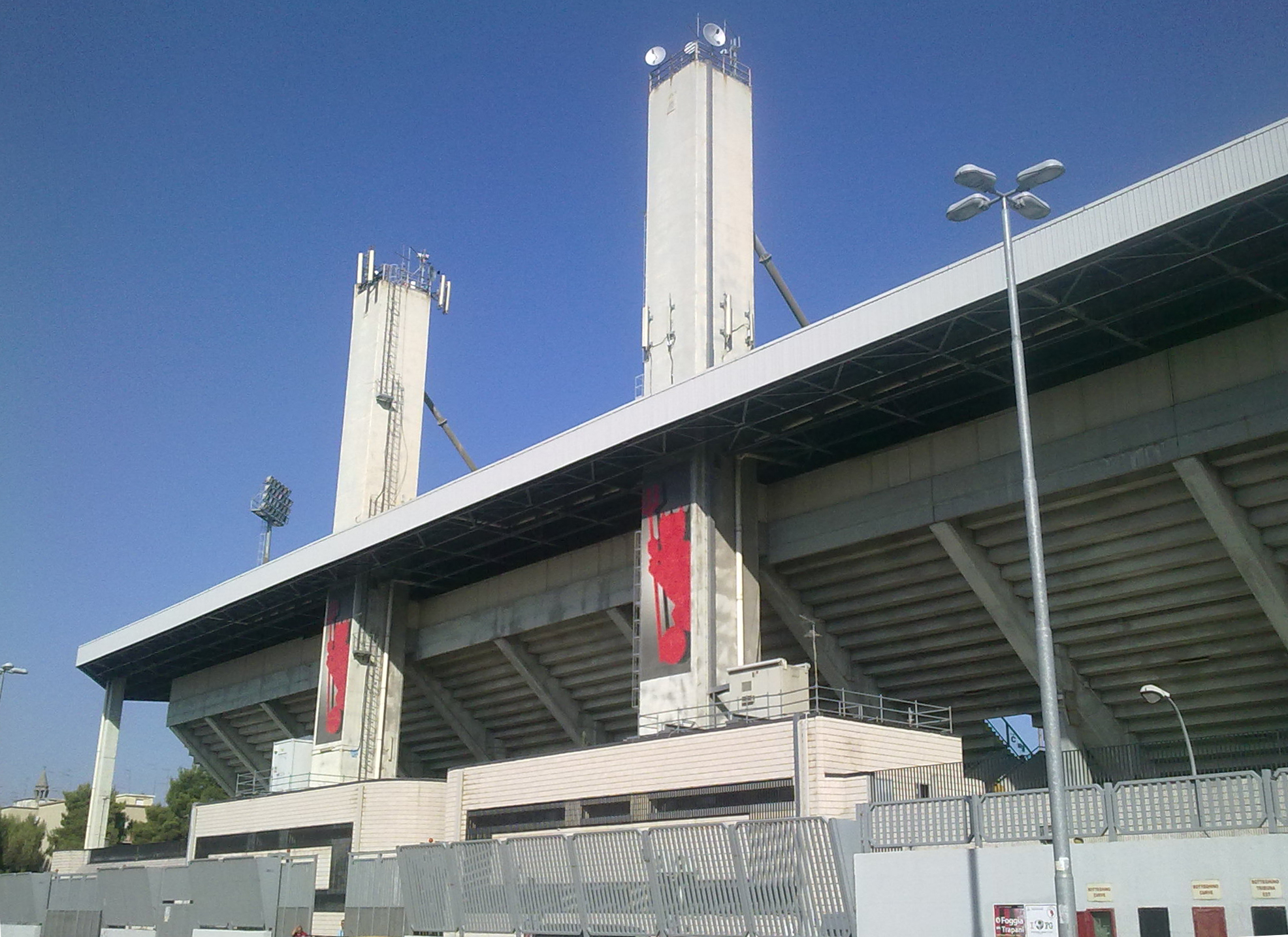
Vista parcial da parte externa do estádio

O estádio foi inaugurado em 22 de novembro de 1925.
Desde 1946, o estádio foi batizado de Pino Zaccheria, em homenagem ao militar e atleta do Foggia, que no dia 4 de abril de 1941 perdeu a vida em combate na frente grega, durante a Segunda Guerra Mundial.
De dezembro de 2014 a junho de 2015, o estádio passou-se a chamar Stadio CashGold Pino Zaccheria, em virtude de um contrato de patrocínio com a empresa CashGold.

### Partidas Internacionais disputadas no estádio

#### Qualificações para o Campeonato Europeu de Futebol de 1992
| 21 de dezembro |  | Itália | 2 – 0 | Chipre | 16,000 |

## Características
As características do estádio estão em conformidade com os critérios de classificação da UEFA, onde está elencado como estádio de categoria 3.